# Cô gái robot
Cô gái robot (tiếng Anh: CyberGirl) là một bộ phim giả tưởng của đạo diễn Jonathan Mark Shiff, phát hành lần đầu trên kênh ABC ngày 21 tháng 7 năm 2001.

## Nội dung
Người máy Cy-An 6000 được gửi đến Địa Cầu dưới hình dạng một thiếu nữ tóc vàng xinh đẹp với mục tiêu là thâm nhập và hủy diệt hành tinh này. Nhưng rồi những người bạn Địa Cầu đã cảm hóa cô, khiến cô dần trở nên thân thiện. Sau đó, Cy-An 6000 bị hai sát thủ Cy-An 3000 truy lùng và tìm cách tiêu diệt.

## Diễn xuất
- Ania Stepien... Ashley Campbell/CyberGirl
- Craig Horner... Jackson Campbell
- Jovita Lee Shaw... Kat Fontaine
- Mark Owen-Taylor... Hugh Campbell
- Septimus Caton... Rhyss
- Jennifer Congram... Xanda
- Ric Anderson... Isaac
- Peter Mochrie... Rick Fontaine
- Christine Amor... Mayor Buxton
- Winston Cooper... Giorgio
- David Vallon... Romirez
- Jessica Origliasso... Emerald Buxton
- Lisa Origliasso... Sapphire Buxton
- Michelle Atkinson... Anthea